# Saint-Symphorien-des-Bruyères
Saint-Symphorien-des-Bruyères é uma comuna francesa na região administrativa da Normandia, no departamento Orne. Estende-se por uma área de 16,26 km². Em 2010 a comuna tinha 489 habitantes (densidade: 30,1 hab./km²).